# Ruvumera (periodiskt vattendrag)
Ruvumera är ett periodiskt vattendrag i Burundi.   Det ligger i provinsen Makamba, i den södra delen av landet, 100 kilometer sydost om huvudstaden Bujumbura.
Omgivningarna runt Ruvumera är en mosaik av jordbruksmark och naturlig växtlighet. Runt Ruvumera är det tätbefolkat, med 297 invånare per kvadratkilometer.